# Rebeldes
Rebeldes (scritto a volte RebeldeS) è stato un gruppo musicale brasiliano, apparso nella telenovela brasiliana Rebelde, prodotta per la Rede Record in collaborazione con la impresa messicana Televisa e visualizzata per la prima. Nella trama, i sei personaggi principali - Alice, Carla, Diego, Pedro, Roberta e Tomás - formano una band fittizia. I sei attori che interpretano qi personaggi - rispettivamente, Sophia Abrahão, Mel Fronckowiak, Arthur Aguiar, Micael Borges, Lua Blanco e Chay Suede - creano poi una band reale.
La band ha pubblicato il loro primo album, con lo stesso nome del sestetto, nel 30 settembre 2011 da EMI, in collaborazione con la Record Entretenimento, raggiungendo il terzo posto nella hit parade musicale ufficiale del Brasile, la CD - TOP 20 Semanal ABPD, per due settimane consecutive. Il primo singolo dell'album, Do Jeito Que Eu Sou, ha raggiunto le quindicesima e undicesima posizioni nella tabella Hot 100 e Hot Pop, della Billboard Brasile, rispettivamente. L'11 aprile 2012 il sestetto ha pubblicato il loro primo album e DVD dal vivo intitolato Rebeldes - Ao vivo, registrato durante spettacoli a San Paolo per 7.000 persone. Insieme alla telenovela, che ha avuto il suo ultimo capitolo nell'ottobre 2012, la fine della band è stata annunciata chiudendo con il loro ultimo tour "Rebeldes para Sempre".

## Carriera

### 2010-2011: Formazione e primo album
La cantante Chay Suede ha partecipato alla quinta stagione del reality show brasiliano Ídolos e, poco dopo essere stato eliminato dal programma, nel settembre 2010, era già stata considerata essere parte del cast della telenovela, grazie alla sua popolarità con il pubblico. Solo alla fine di ottobre avrebbero annunciato gli attori protagonisti e i componenti della band.
La band brasiliana NX Zero ha avuto grande ruolo nella produzione dell'album. La canzone di apertura della telenovela, registrata dai sei protagonisti il 14 marzo 2011, era composta da Di Ferrero, cantante della band, il chitarrista Gee Rocha e il produttore Rick Bonadio. Gli stessi hanno composto anche canzoni che sono state incluse nel primo album della band, pubblicato il 23 settembre 2011. Do Jeito Que Eu Sou è stata rilasciata come singolo dall'album, più una versione acustica, originariamente inclusa nell'album Rebeldes come bonus track. Nel 6 novembre 2011, sul palco del Programa do Gugu, la band ha vinto il suo primo disco di oro, corrispondente all'obiettivo di 50 000 copie vendute del album Rebeldes, certificate dalla Pro-Música Brasil (PMB). I membri della band hanno dichiarato di sognare un tour nazionale, poiché le loro famiglie e amici non hanno mai assistito ad un loro concerto. Un tour è iniziato a Porto Alegre, nell'ottobre 2011, con uno spettacolo che ha avuto la partecipazione della cantante Manu Gavassi. Il tour si è svolto con il titolo di Rebeldes Teen Festival. Attualmente, l'album ha venduto circa 240 000 copie ed è certificato con disco di platino.

### 2012-2013: Primo DVD, secondo album e la fine del gruppo
Nel marzo 2012, la band ha annunciato il suo primo album e DVD dal vivo, pubblicato il 11 aprile 2012 e intitolato come Rebeldes - Ao vivo. L'album ha raggiunto la quinta posizione nella TOP 10, ricevendo così il suo secondo disco di oro da 65 000 copie, mentre il DVD ha ricevuto il DVD di platino per la vendita equivalente a più di 90 000 copie. L'11 aprile dello stesso anno la band ha pubblicato il singolo promozionale Nada Pode Nos Parar per la diffusione dell'album e DVD. In giugno, la canzone Depois da Chuva è stata pubblicata come terzo singolo dell'album Rebeldes con una clip ricavata dal primo DVD della band.
Nel settembre 2012, la band ha pubblicato nel Programa do Gugu, il primo singolo dal loro secondo album, Liberdade Consciente, in cui ha il ritmo di reggaeton, stile di musica poco conosciuto in Brasile. Anche in settembre, un altro singolo è stato rilasciato: la canzone Meu Jeito, Seu Jeito, interpretata da Lua Blanco. Il nome del secondo album della band è anche Meu Jeito, Seu Jeito. Il CD, anche in fase di pre-vendita, venduti 25 000 copie. In totale, l'album venduti circa 80 000 copie.
Nel marzo 2013, dopo tante polemiche e voci, Arthur Aguiar ha chiarito su Instagram la sua "uscita" del Rebeldes, sostenendo di lasciare il gruppo per dedicarsi alla sua band "F.U.S.C.A." e alla soap opera Dona Xepa, garantendo la presenza negli spettacoli già programmati. In realtà l'ultimo (e unico) spettacolo che sarebbe stato senza la presenza di Arthur è stato annullato. Pertanto, la band ha chiuso con la sua formazione originale.
Il gruppo ha registrato un DVD nel 30 settembre 2012 nella Cidade Folia, in Belém do Pará, tuttavia, il DVD è stato annullato. L'ultimo spettacolo del gruppo ha avuto luogo nel 4 maggio 2013 in Belo Horizonte.

## Discografia

### Album in studio
- Rebeldes (2011)
- Meu Jeito, Seu Jeito (2012)

### Album dal vivo
- Rebeldes - Ao vivo (2012)

## Tour
| Anno      | Tour                                   |
| --------- | -------------------------------------- |
| 2011–2012 | Tour Rebeldes (Rebeldes Teen Festival) |
| 2012      | Tour Nada Pode Nos Parar               |
| 2012      | Tour Asepxia Rebeldes                  |
| 2012–2013 | Tour Rebeldes para Sempre              |